# Lučivná (Párnica)

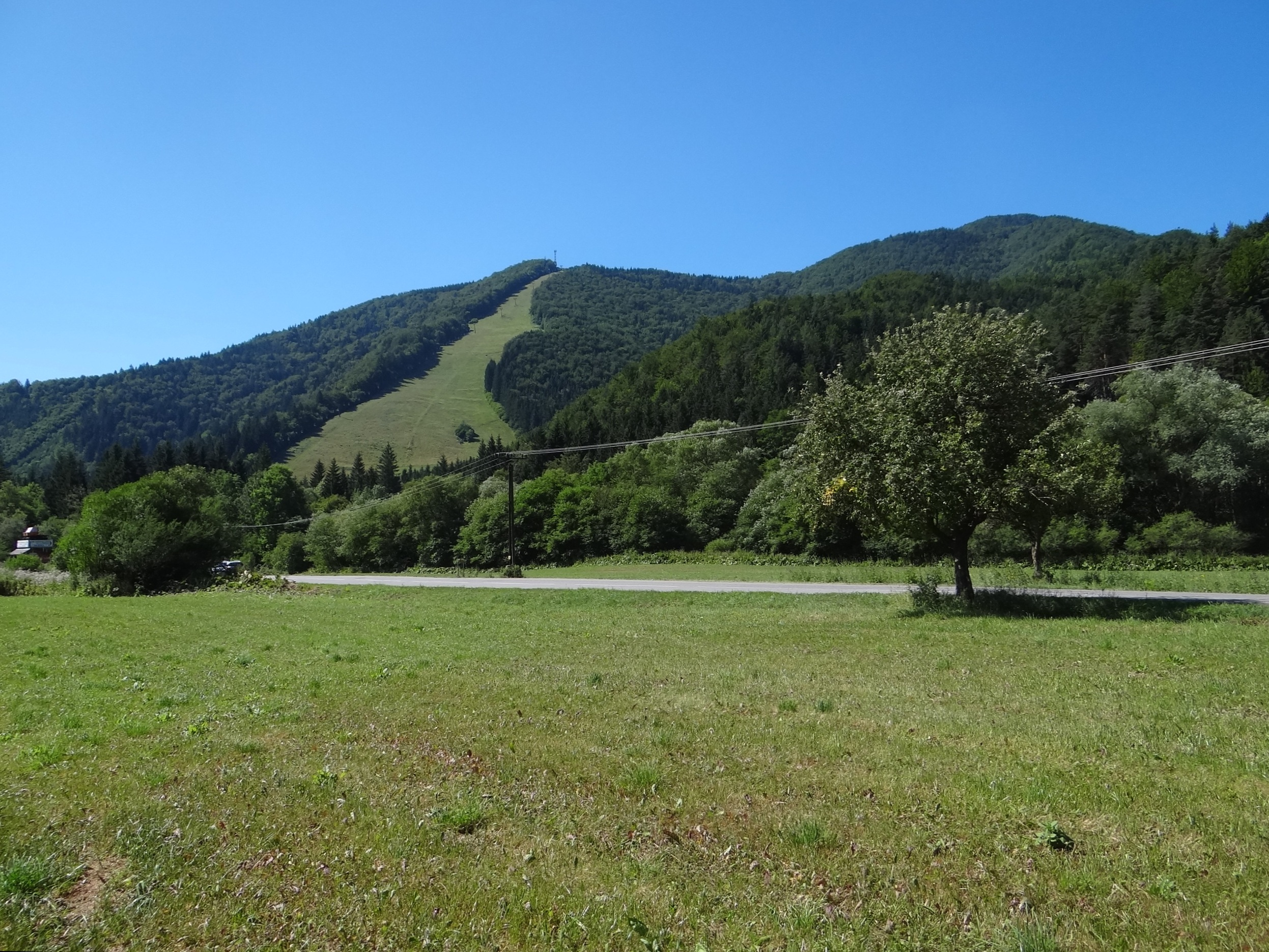
Lučivná

Lučivná – miejsce w dolinie potoku Zázrivka, pomiędzy miejscowościami Párnica i  Zázrivá na Słowacji. Jest to polana, przystanek autobusowy i początek szlaku turystycznego. Polana położona jest na wysokości około 500 m n.p.m.,  na granicy dwóch regionów geograficznych Małej Fatry i Magury Orawskiej. Całkowicie płaska i równa polana znajduje się na orograficznie  lewym brzegu  Zázrivki, a więc należy do Magury Orawskiej, ale leży też tuż u podnóży stoków Małej Fatry. Przez polanę przebiega szosa  Párnica – Terchová. Tokoło 500 m na południe od brzegu polany znajduje się należący do miejscowości  Párnica ośrodek narciarski Malá  Lučivná.

## Szlak turystyczny
Lučivná – Veľká Lučivná – Strungový príslop. Czas przejścia 1.30 h, ↓ 1.15 h